# Bockwindmühle Pudagla

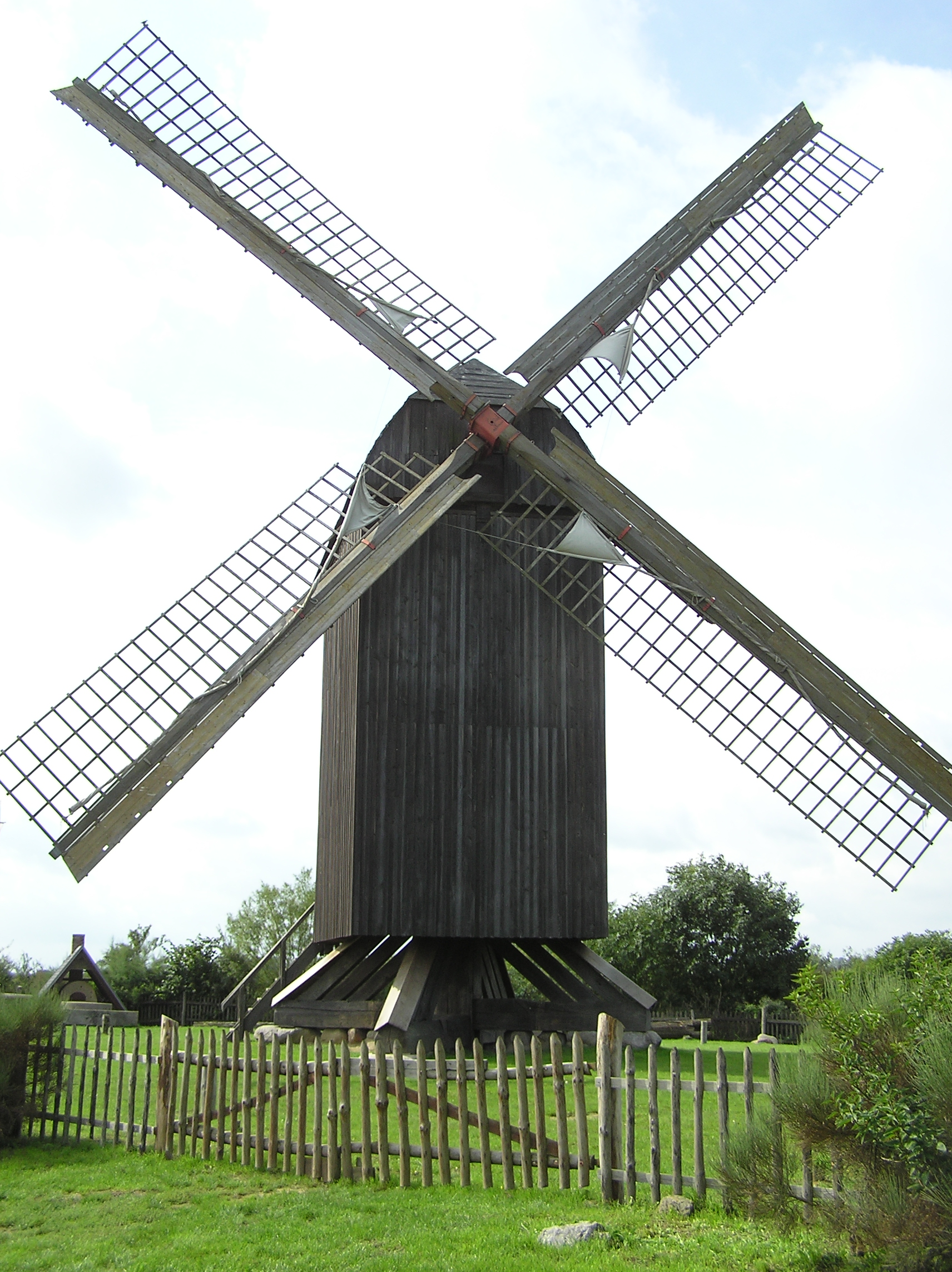
Die Bockwindmühle Pudagla

Die Bockwindmühle ist eine Windmühle in Pudagla auf der Insel Usedom. 

## Geschichte
Die Bockwindmühle bei Pudagla wurde bereits 1693 auf einer schwedischen Matrikelkarte eingezeichnet. Im Oktober 1779 wurde die Mühle mit allen Gerätschaften und Ländereien durch den Müllermeister Jacob Schmidt für 1000 Taler von seinem Stiefvater abgekauft. Der Kauf wurde 1789 durch die Allerhöchste Confirmation der Pommerschen Kriegs- und Domänenkammer bestätigt. Bis 1810 mussten alle Bauern der Domäne Pudagla ihr Korn in der Mühle mahlen. 1937 fand der letzte Mahlgang statt. Seitdem war die Mühle ungenutzt. Die Mühle blieb bis 1996 im Besitz der Familie Schmidt. Schließlich wurde die Mühle an die Gemeinde Pudagla übergeben, da der Zustand der Mühle sich immer weiter verschlechterte. Im April 1997 wurde die Mühle vollständig zerlegt und die noch brauchbaren Teile nummeriert. Diese wurden daraufhin abtransportiert und restauriert. Schließlich wurde die Mühle wiederaufgebaut. 2019 wurde die Mühle dann erneut saniert, wobei auch die durch Kernfäule beschädigte Kreuzschwelle ausgetauscht wurde.

## Beschreibung
Ursprünglich verfügte die Mühle über einen Roggenmahlgang und einen Grützstampfer, was aus einer Ortschronik hervorgeht. Heute ist die Mühle mit ihrem Mahlgang voll funktionsfähig. Im Jahr 2016 wurde ein Beutelkasten, der für das Trennen von Mehl und Kleie dient, eingebaut.
Die Kreuzschwellen und der Hausbaum im Inneren bestehen aus einer 200-jährigen Eiche. Die Flügel der Mühle sind aus Lärchenholz, wobei die Bremse des Kammrades aus weichem Pappelholz besteht. Die Meisten anderen Teile bestehen aus Kiefer. Das Mühlengehäuse mit der Fachwerkskonstruktion wird klassischerweise durch Holznägel zusammengehalten.